# Franz Grasberger
Franz Grasberger est un musicologue et bibliothécaire autrichien né à Gmunden le 2 novembre 1915 et mort à Vienne (Autriche) le 25 octobre 1981.

## Biographie
Franz Grasberger a étudié la musicologie à l'Université de Vienne avec Robert Lach et Robert Haas ainsi que la musique à l'Académie de musique et des arts du spectacle de Vienne. 
En 1938, il commence à travailler à la Bibliothèque nationale autrichienne. De 1954 à 1972, il s'occupe de bibliographie musicale à l'Université de Vienne. 
En 1970, il devient directeur de la bibliothèque nationale. Par la suite, il travaille aussi à l'Institut Anton Bruckner de Linz. Il étudie des thèmes de théorie analytique de la musique. 
Ses publications comptent des études de la musique de Ludwig van Beethoven, Johannes Brahms, Anton Bruckner, Franz Schubert, Richard Strauss et Hugo Wolf.
Il était marié avec la musicologue Renate Grasberger. Ils ont eu un fils, l'architecte Helmut Grasberger, décédé en 1985.

## Publications
- Der Autoren-Katalog der Musikdrucke (The author catalog of published music), traduction par Virginia Cunningham, Francfort, C.F. Peters, 1957.
- Die Hymnen Österreichs, Tutzing, Hans Schneider, 1968.
- Das kleine Brahmsbuch, Salzbourg, Residenz Verlag, 1973.